# (4630) Chaonis
(4630) Chaonis est un astéroïde de la ceinture principale.

## Description
(4630) Chaonis est un astéroïde de la ceinture principale. Il fut découvert le 18 novembre 1987 à Chions par Johann Martin Baur. Il présente une orbite caractérisée par un demi-grand axe de 2,67 UA, une excentricité de 0,13 et une inclinaison de 5,9° par rapport à l'écliptique.

## Compléments